# Amphilimna caribea
Amphilimna caribea är en ormstjärneart som först beskrevs av Ljungman 1872.  Amphilimna caribea ingår i släktet Amphilimna och familjen trådormstjärnor. Inga underarter finns listade i Catalogue of Life.